# Брахиантиклиналь
Брахиантиклина́ль (греч. βραχύς — короткий и антиклиналь) — короткая антиклинальная складка слоёв горных пород. 

## Описание
В середине её залегают древние по геологическому возрасту породы. Её длина в несколько раз превышает её ширину. Падение слоёв пород на крылья брахиантиклинали течет от центра во все стороны. Брахиантиклиналь имеет вид овала, в середине которого лежат древние породы, окружённые более молодыми в виде концентрических колец.